# Тринкомали (округ)
Тринкомали (синг. තිරිකුණාමළය දිස්ත්‍රික්කය, там. திருகோணமலை மாவட்டம) — один из 25 округов Шри-Ланки. Входит в состав Восточной провинции страны. Административный центр — город Тринкомали.
Площадь округа составляет 2727 км². В административном отношении подразделяется на 11 подразделений.
Население по данным переписи 2012 года составляет 378 182 человека. 40,42 % населения составляют ларакалла; 30,55 % — ланкийские тамилы; 26,97 % — сингальцы; 1,73 % — индийские тамилы и 0,33 % — другие этнические группы. 42,11 % населения исповедуют ислам; 26,12 % — буддизм; 25,95 % — индуизм и 5,79 % — христианство.